# Euphyia occidentalis
Euphyia occidentalis là một loài bướm đêm trong họ Geometridae.